# Notiomastodon
Notiomastodon é um gênero de gonfoterídeo extinto endêmico da América do Sul do Pleistoceno ao Holoceno. Ele estava entre os últimos gonfoterídeos conhecidos e, ao lado de Cuvieronius, um dos dois únicos proboscídeos que habitavam a América do Sul, sendo o Notiomastodon a espécie predominante no continente, estendendo-se amplamente sobre a maior parte da América do Sul, excluindo os altos Andes. A espécie tem uma longa e complicada história taxonômica devido à sua variabilidade morfológica e confusão com táxons gonfoterídeos relacionados, que só foi resolvida em 2010.

## Taxonomia

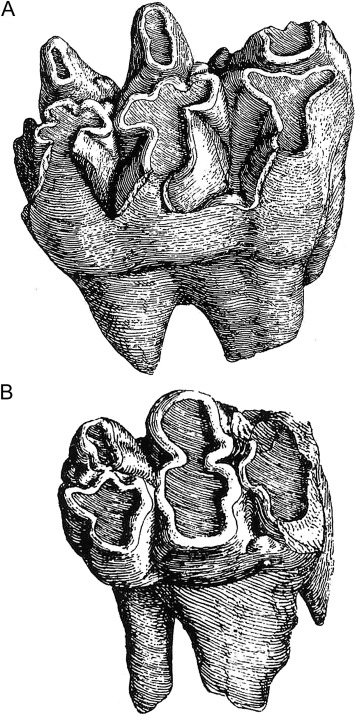
Dois dentes gonfoterídeos de Cuvier (1806) com "A" referindo-se a " mastodonte des cordillères " e "B" referindo-se a " mastodonte humboldien "

Os proboscídeos na América do Sul foram descritos pela primeira vez por Georges Cuvier em 1806, mas ele falhou em dar-lhes nomes específicos além de "Mastodon". Em 1814, Fischer atribuiu ao espécime “mastodonte des cordillères ” o primeiro nome específico " Mastotherium hyodon ". :340Em 1824, Cuvier classificou os fósseis do "mastodonte des cordillères" como Mastodon andium e os do "mastodonte humboldien" como Mastodon humboldtii. Devido ao Princípio de Prioridade, o nome Mastodon andium foi classificado como inválido, pois o nome dado por Fischer "Mastotherium hyodon" foi nomeado primeiro a partir do mesmo espécime. Hoje, nenhum dente é considerado diagnóstico para qualquer táxon específico. Em 1929, Notiomastodon,  "mastodonte do sul" foi nomeado por Cabrera (1929). Foi atribuído aos Gomphotheriidae por Carroll (1988). Durante séculos, a taxonomia dos gonfoterídeos, incluindo Notiomastodon, foi objeto de debate, com muitos nomes genéricos e específicos para outros gonfoterídeos semelhantes da América do Sul. A espécie está atualmente sob disputa, se deveria pertencer a Notiomastodon ou Stegomastodon já que, independentemente do gênero, a espécie é considerada sinônimo de Haplomastodon pela maioria dos autores, pois os espécimes não foram considerados morfologicamente distinto desta espécie. Este artigo trata Notiomastodon separadamente porque em análises filogenéticas, espécimes de Notiomastodon / Stegomastodon platensis não são taxa-irmãos, o que tornaria o gênero polifilético. No entanto, alguns autores dizem que isso é inconclusivo, pois acham que o material do Stegomastodon norte-americano é muito escasso e fragmentário para fazer uma afirmação definitiva.

## Evolução
O Notiomastodon pertence à família Gomphotheriidae, um grupo de mamíferos proboscídeos remotamente aparentados com os elefantes e mamutes. Notiomastodon parece ter tido uma linhagem fantasma de 4 milhões de anos, divergindo do clado que contém Rhynchotherium e Cuvieronius por volta do Mioceno Superior. Isso implicaria que o Notiomastodon estava evoluindo no sul da América Central, onde os fósseis são mal amostrados, antes de sua migração para a América do Sul durante o Plioceno ou Pleistoceno. Os gonfoterídeos chegaram à América do Sul após a formação do istmo do Panamá como parte do Grande Intercâmbio Americano, ao lado de outras espécies diferentes da América do Norte. O registro mais antigo conhecido de gonfoterídeos na América do Sul é uma vértebra fragmentária da Formação Uquia mais antiga do Pleistoceno (cerca de 2,5 Mya), na Argentina. Os mais antigos vestígios conhecidos definitivamente atribuíveis a Notiomastodon são conhecidos do final do Pleistoceno Inferior (1,2-0,8 Mya) do Rio da Prata, também na Argentina, consistindo de um par de presas e outros vestígios associados. Um estudo de 2019 usando sequenciamento de colágeno mostrou que o Notiomastodon é mais próximo dos mastodontes do que dos elefantes, embora não seja claro como isso afeta a filogenia dos gonfoterídeos não seja claro.

## Filogenia
A posição filogenética entre gonfoterídeos trilofodontes de acordo com Mothé et al., 2016 é:

|  | Extinto Notiomastodon                                                          |
|  |                                                                                |
|  | \| \| Extinto Rhynchotherium \| \| \| \| \| \| Extinto Cuvieronius \| \| \| \| |
|  |                                                                                |
|  | Extinto Rhynchotherium                                                         |
|  |                                                                                |
|  | Extinto Cuvieronius                                                            |
|  |                                                                                |

|  | Extinto Rhynchotherium |
|  |                        |
|  | Extinto Cuvieronius    |
|  |                        |

|  | Extinto Notiomastodon                                                          |
|  |                                                                                |
|  | \| \| Extinto Rhynchotherium \| \| \| \| \| \| Extinto Cuvieronius \| \| \| \| |
|  |                                                                                |
|  | Extinto Rhynchotherium                                                         |
|  |                                                                                |
|  | Extinto Cuvieronius                                                            |
|  |                                                                                |

|  | Extinto Rhynchotherium |
|  |                        |
|  | Extinto Cuvieronius    |
|  |                        |

|  | Extinto Notiomastodon                                                          |
|  |                                                                                |
|  | \| \| Extinto Rhynchotherium \| \| \| \| \| \| Extinto Cuvieronius \| \| \| \| |
|  |                                                                                |
|  | Extinto Rhynchotherium                                                         |
|  |                                                                                |
|  | Extinto Cuvieronius                                                            |
|  |                                                                                |

|  | Extinto Rhynchotherium |
|  |                        |
|  | Extinto Cuvieronius    |
|  |                        |

|  | Extinto Notiomastodon                                                          |
|  |                                                                                |
|  | \| \| Extinto Rhynchotherium \| \| \| \| \| \| Extinto Cuvieronius \| \| \| \| |
|  |                                                                                |
|  | Extinto Rhynchotherium                                                         |
|  |                                                                                |
|  | Extinto Cuvieronius                                                            |
|  |                                                                                |

|  | Extinto Rhynchotherium |
|  |                        |
|  | Extinto Cuvieronius    |
|  |                        |

|  | Extinto Notiomastodon                                                          |
|  |                                                                                |
|  | \| \| Extinto Rhynchotherium \| \| \| \| \| \| Extinto Cuvieronius \| \| \| \| |
|  |                                                                                |
|  | Extinto Rhynchotherium                                                         |
|  |                                                                                |
|  | Extinto Cuvieronius                                                            |
|  |                                                                                |

|  | Extinto Rhynchotherium |
|  |                        |
|  | Extinto Cuvieronius    |
|  |                        |

|  | Extinto Notiomastodon                                                          |
|  |                                                                                |
|  | \| \| Extinto Rhynchotherium \| \| \| \| \| \| Extinto Cuvieronius \| \| \| \| |
|  |                                                                                |
|  | Extinto Rhynchotherium                                                         |
|  |                                                                                |
|  | Extinto Cuvieronius                                                            |
|  |                                                                                |

|  | Extinto Rhynchotherium |
|  |                        |
|  | Extinto Cuvieronius    |
|  |                        |

|  | Extinto Notiomastodon                                                          |
|  |                                                                                |
|  | \| \| Extinto Rhynchotherium \| \| \| \| \| \| Extinto Cuvieronius \| \| \| \| |
|  |                                                                                |
|  | Extinto Rhynchotherium                                                         |
|  |                                                                                |
|  | Extinto Cuvieronius                                                            |
|  |                                                                                |

|  | Extinto Rhynchotherium |
|  |                        |
|  | Extinto Cuvieronius    |
|  |                        |

|  | Extinto Notiomastodon                                                          |
|  |                                                                                |
|  | \| \| Extinto Rhynchotherium \| \| \| \| \| \| Extinto Cuvieronius \| \| \| \| |
|  |                                                                                |
|  | Extinto Rhynchotherium                                                         |
|  |                                                                                |
|  | Extinto Cuvieronius                                                            |
|  |                                                                                |

|  | Extinto Rhynchotherium |
|  |                        |
|  | Extinto Cuvieronius    |
|  |                        |

|  | Extinto Notiomastodon                                                          |
|  |                                                                                |
|  | \| \| Extinto Rhynchotherium \| \| \| \| \| \| Extinto Cuvieronius \| \| \| \| |
|  |                                                                                |
|  | Extinto Rhynchotherium                                                         |
|  |                                                                                |
|  | Extinto Cuvieronius                                                            |
|  |                                                                                |

|  | Extinto Rhynchotherium |
|  |                        |
|  | Extinto Cuvieronius    |
|  |                        |

|  | Extinto Notiomastodon                                                          |
|  |                                                                                |
|  | \| \| Extinto Rhynchotherium \| \| \| \| \| \| Extinto Cuvieronius \| \| \| \| |
|  |                                                                                |
|  | Extinto Rhynchotherium                                                         |
|  |                                                                                |
|  | Extinto Cuvieronius                                                            |
|  |                                                                                |

|  | Extinto Rhynchotherium |
|  |                        |
|  | Extinto Cuvieronius    |
|  |                        |

|  | Extinto Notiomastodon                                                          |
|  |                                                                                |
|  | \| \| Extinto Rhynchotherium \| \| \| \| \| \| Extinto Cuvieronius \| \| \| \| |
|  |                                                                                |
|  | Extinto Rhynchotherium                                                         |
|  |                                                                                |
|  | Extinto Cuvieronius                                                            |
|  |                                                                                |

|  | Extinto Rhynchotherium |
|  |                        |
|  | Extinto Cuvieronius    |
|  |                        |

|  | Extinto Notiomastodon                                                          |
|  |                                                                                |
|  | \| \| Extinto Rhynchotherium \| \| \| \| \| \| Extinto Cuvieronius \| \| \| \| |
|  |                                                                                |
|  | Extinto Rhynchotherium                                                         |
|  |                                                                                |
|  | Extinto Cuvieronius                                                            |
|  |                                                                                |

|  | Extinto Rhynchotherium |
|  |                        |
|  | Extinto Cuvieronius    |
|  |                        |

|  | Extinto Notiomastodon                                                          |
|  |                                                                                |
|  | \| \| Extinto Rhynchotherium \| \| \| \| \| \| Extinto Cuvieronius \| \| \| \| |
|  |                                                                                |
|  | Extinto Rhynchotherium                                                         |
|  |                                                                                |
|  | Extinto Cuvieronius                                                            |
|  |                                                                                |

|  | Extinto Rhynchotherium |
|  |                        |
|  | Extinto Cuvieronius    |
|  |                        |

|  | Extinto Notiomastodon                                                          |
|  |                                                                                |
|  | \| \| Extinto Rhynchotherium \| \| \| \| \| \| Extinto Cuvieronius \| \| \| \| |
|  |                                                                                |
|  | Extinto Rhynchotherium                                                         |
|  |                                                                                |
|  | Extinto Cuvieronius                                                            |
|  |                                                                                |

|  | Extinto Rhynchotherium |
|  |                        |
|  | Extinto Cuvieronius    |
|  |                        |

|  | Extinto Notiomastodon                                                          |
|  |                                                                                |
|  | \| \| Extinto Rhynchotherium \| \| \| \| \| \| Extinto Cuvieronius \| \| \| \| |
|  |                                                                                |
|  | Extinto Rhynchotherium                                                         |
|  |                                                                                |
|  | Extinto Cuvieronius                                                            |
|  |                                                                                |

|  | Extinto Rhynchotherium |
|  |                        |
|  | Extinto Cuvieronius    |
|  |                        |

|  | Extinto Notiomastodon                                                          |
|  |                                                                                |
|  | \| \| Extinto Rhynchotherium \| \| \| \| \| \| Extinto Cuvieronius \| \| \| \| |
|  |                                                                                |
|  | Extinto Rhynchotherium                                                         |
|  |                                                                                |
|  | Extinto Cuvieronius                                                            |
|  |                                                                                |

|  | Extinto Rhynchotherium |
|  |                        |
|  | Extinto Cuvieronius    |
|  |                        |

|  | Extinto Notiomastodon                                                          |
|  |                                                                                |
|  | \| \| Extinto Rhynchotherium \| \| \| \| \| \| Extinto Cuvieronius \| \| \| \| |
|  |                                                                                |
|  | Extinto Rhynchotherium                                                         |
|  |                                                                                |
|  | Extinto Cuvieronius                                                            |
|  |                                                                                |

|  | Extinto Rhynchotherium |
|  |                        |
|  | Extinto Cuvieronius    |
|  |                        |

|  | Extinto Notiomastodon                                                          |
|  |                                                                                |
|  | \| \| Extinto Rhynchotherium \| \| \| \| \| \| Extinto Cuvieronius \| \| \| \| |
|  |                                                                                |
|  | Extinto Rhynchotherium                                                         |
|  |                                                                                |
|  | Extinto Cuvieronius                                                            |
|  |                                                                                |

|  | Extinto Rhynchotherium |
|  |                        |
|  | Extinto Cuvieronius    |
|  |                        |

|  | Extinto Notiomastodon                                                          |
|  |                                                                                |
|  | \| \| Extinto Rhynchotherium \| \| \| \| \| \| Extinto Cuvieronius \| \| \| \| |
|  |                                                                                |
|  | Extinto Rhynchotherium                                                         |
|  |                                                                                |
|  | Extinto Cuvieronius                                                            |
|  |                                                                                |

|  | Extinto Rhynchotherium |
|  |                        |
|  | Extinto Cuvieronius    |
|  |                        |

|  | Extinto Notiomastodon                                                          |
|  |                                                                                |
|  | \| \| Extinto Rhynchotherium \| \| \| \| \| \| Extinto Cuvieronius \| \| \| \| |
|  |                                                                                |
|  | Extinto Rhynchotherium                                                         |
|  |                                                                                |
|  | Extinto Cuvieronius                                                            |
|  |                                                                                |

|  | Extinto Rhynchotherium |
|  |                        |
|  | Extinto Cuvieronius    |
|  |                        |

|  | Extinto Notiomastodon                                                          |
|  |                                                                                |
|  | \| \| Extinto Rhynchotherium \| \| \| \| \| \| Extinto Cuvieronius \| \| \| \| |
|  |                                                                                |
|  | Extinto Rhynchotherium                                                         |
|  |                                                                                |
|  | Extinto Cuvieronius                                                            |
|  |                                                                                |

|  | Extinto Rhynchotherium |
|  |                        |
|  | Extinto Cuvieronius    |
|  |                        |

|  | Extinto Notiomastodon                                                          |
|  |                                                                                |
|  | \| \| Extinto Rhynchotherium \| \| \| \| \| \| Extinto Cuvieronius \| \| \| \| |
|  |                                                                                |
|  | Extinto Rhynchotherium                                                         |
|  |                                                                                |
|  | Extinto Cuvieronius                                                            |
|  |                                                                                |

|  | Extinto Rhynchotherium |
|  |                        |
|  | Extinto Cuvieronius    |
|  |                        |

|  | Extinto Notiomastodon                                                          |
|  |                                                                                |
|  | \| \| Extinto Rhynchotherium \| \| \| \| \| \| Extinto Cuvieronius \| \| \| \| |
|  |                                                                                |
|  | Extinto Rhynchotherium                                                         |
|  |                                                                                |
|  | Extinto Cuvieronius                                                            |
|  |                                                                                |

|  | Extinto Rhynchotherium |
|  |                        |
|  | Extinto Cuvieronius    |
|  |                        |

|  | Extinto Notiomastodon                                                          |
|  |                                                                                |
|  | \| \| Extinto Rhynchotherium \| \| \| \| \| \| Extinto Cuvieronius \| \| \| \| |
|  |                                                                                |
|  | Extinto Rhynchotherium                                                         |
|  |                                                                                |
|  | Extinto Cuvieronius                                                            |
|  |                                                                                |

|  | Extinto Rhynchotherium |
|  |                        |
|  | Extinto Cuvieronius    |
|  |                        |

|  | Extinto Notiomastodon                                                          |
|  |                                                                                |
|  | \| \| Extinto Rhynchotherium \| \| \| \| \| \| Extinto Cuvieronius \| \| \| \| |
|  |                                                                                |
|  | Extinto Rhynchotherium                                                         |
|  |                                                                                |
|  | Extinto Cuvieronius                                                            |
|  |                                                                                |

|  | Extinto Rhynchotherium |
|  |                        |
|  | Extinto Cuvieronius    |
|  |                        |

|  | Extinto Notiomastodon                                                          |
|  |                                                                                |
|  | \| \| Extinto Rhynchotherium \| \| \| \| \| \| Extinto Cuvieronius \| \| \| \| |
|  |                                                                                |
|  | Extinto Rhynchotherium                                                         |
|  |                                                                                |
|  | Extinto Cuvieronius                                                            |
|  |                                                                                |

|  | Extinto Rhynchotherium |
|  |                        |
|  | Extinto Cuvieronius    |
|  |                        |

|  | Extinto Notiomastodon                                                          |
|  |                                                                                |
|  | \| \| Extinto Rhynchotherium \| \| \| \| \| \| Extinto Cuvieronius \| \| \| \| |
|  |                                                                                |
|  | Extinto Rhynchotherium                                                         |
|  |                                                                                |
|  | Extinto Cuvieronius                                                            |
|  |                                                                                |

|  | Extinto Rhynchotherium |
|  |                        |
|  | Extinto Cuvieronius    |
|  |                        |

|  | Extinto Notiomastodon                                                          |
|  |                                                                                |
|  | \| \| Extinto Rhynchotherium \| \| \| \| \| \| Extinto Cuvieronius \| \| \| \| |
|  |                                                                                |
|  | Extinto Rhynchotherium                                                         |
|  |                                                                                |
|  | Extinto Cuvieronius                                                            |
|  |                                                                                |

|  | Extinto Rhynchotherium |
|  |                        |
|  | Extinto Cuvieronius    |
|  |                        |

|  | Extinto Notiomastodon                                                          |
|  |                                                                                |
|  | \| \| Extinto Rhynchotherium \| \| \| \| \| \| Extinto Cuvieronius \| \| \| \| |
|  |                                                                                |
|  | Extinto Rhynchotherium                                                         |
|  |                                                                                |
|  | Extinto Cuvieronius                                                            |
|  |                                                                                |

|  | Extinto Rhynchotherium |
|  |                        |
|  | Extinto Cuvieronius    |
|  |                        |

|  | Extinto Notiomastodon                                                          |
|  |                                                                                |
|  | \| \| Extinto Rhynchotherium \| \| \| \| \| \| Extinto Cuvieronius \| \| \| \| |
|  |                                                                                |
|  | Extinto Rhynchotherium                                                         |
|  |                                                                                |
|  | Extinto Cuvieronius                                                            |
|  |                                                                                |

|  | Extinto Rhynchotherium |
|  |                        |
|  | Extinto Cuvieronius    |
|  |                        |

|  | Extinto Notiomastodon                                                          |
|  |                                                                                |
|  | \| \| Extinto Rhynchotherium \| \| \| \| \| \| Extinto Cuvieronius \| \| \| \| |
|  |                                                                                |
|  | Extinto Rhynchotherium                                                         |
|  |                                                                                |
|  | Extinto Cuvieronius                                                            |
|  |                                                                                |

|  | Extinto Rhynchotherium |
|  |                        |
|  | Extinto Cuvieronius    |
|  |                        |

|  | Extinto Notiomastodon                                                          |
|  |                                                                                |
|  | \| \| Extinto Rhynchotherium \| \| \| \| \| \| Extinto Cuvieronius \| \| \| \| |
|  |                                                                                |
|  | Extinto Rhynchotherium                                                         |
|  |                                                                                |
|  | Extinto Cuvieronius                                                            |
|  |                                                                                |

|  | Extinto Rhynchotherium |
|  |                        |
|  | Extinto Cuvieronius    |
|  |                        |

## Descrição
O Notiomastodon é conhecido a partir do MECN 82, um exemplar macho que teria cerca de 2,52 metros de altura, com um peso estimado de 4,4 toneladas. Ele tinha duas presas (uma de cada lado do tronco), como outros membros da família Gomphotheriidae, e nenhuma na mandíbula, como acontece com outros gonfoterídeos brevirostrinos. Ao contrário de seu parente próximo Cuvieronius, suas presas não eram torcidas, mas seu comprimento e forma são observados como muito variáveis dependendo do indivíduo, assim como a morfologia mais geralmente

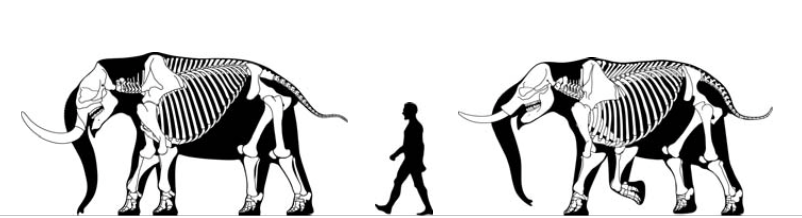
Esqueletos de Stegomastodon (esquerda) e Notiomastodon (direita)

## Paleobiologia, distribuição e habitat
Notiomastodon foi descrito como o 'gonfoterídeo de planície'. O gênero tendeu a habitar florestas abertas com épocas de seca sazonais, tendo como distribuição grande parte do litoral sul-americano e o interior das planícies, exceto o Escudo das Guianas, com concentrações particularmente grandes ao longo da costa do Peru e no nordeste do Brasil. Em contraste, o outro representante dos gonfoterídeos sul-americanos, Cuvieronius, habitava a região montanhosa dos Andes do Equador ao sul do Peru e Bolívia, bem como áreas de planície no nordeste do Peru.
A composição da dieta do Notiomastodon variava amplamente dependendo da localização, mas provavelmente consistia principalmente de uma mistura de arbustos C3 e gramíneas C4, enquanto também servia como dispersor primário das sementes para uma variedade de espécies de plantas diferentes.

## Extinção
Em 2019, um jovem espécime do Brasil foi descrito com um artefato embutido em seu crânio, sugerindo que a caça humana teve um papel em sua extinção.